# Zumpano
Zumpano – miejscowość i gmina we Włoszech, w regionie Kalabria, w prowincji Cosenza.
Według danych na rok 2004 gminę zamieszkuje 1846 osób, 230,8 os./km².